# 直角荚蒾
直角荚蒾（学名：Viburnum foetidum var. rectangulatum）为忍冬科荚蒾属下的一个变种。